# Dieter Sawatzki
Dieter Sawatzki (* 1. Oktober 1957 in Essen) ist ein deutscher Designer, Autor, Künstler und Unternehmer.

## Leben
Dieter Sawatzki stammt aus Essen-Heisingen. Im Jahr 1979 schloss er seine Ausbildung zum Schriftsetzer ab und studierte anschließend Illustration, Malerei, Fotografie und Trickfilm bei Otto Näscher und Paul Schüllner an der Folkwang Universität der Künste in Essen. Im Jahr 1984 gründete er die Werbeagentur Heidelbach, Sawatzki & Partner, welche später in NHS AG umbenannt wurde und bis zu 200 Mitarbeiter an Niederlassungen in verschiedenen Metropolen Europas, darunter Berlin, Hamburg, München und Oslo beschäftigte. Nach seinem Ausstieg 2001 konzentrierte sich Dieter Sawatzki zunächst auf seine Tätigkeiten als Designer, Buchautor und Künstler.
Gemeinsam mit dem Autor René Zey veröffentlichte Dieter Sawatzki 1985 mehrere Bücher.
Als Designer war er für die Designs zahlreicher öffentlicher und privater Institutionen verantwortlich. So entwickelte er Design- und Marketingkonzepte für das Welterbe Zollverein, das Bundesumweltministerium, das Ministerium für Jugend und Familie NRW und die Bertelsmann Stiftung. Für die deutschlandweite Vermarktung des Fortsetzungs-Romans „The Green Mile“ von Stephen King, entwickelte und realisierte Dieter Sawatzki die Marketingkampagne, ebenso wie die Cover-Designs für den Fortsetzungsroman „Intruder“ von Wolfgang Hohlbein. Seit 2009 ist er Geschäftsführer der Sawatzki Mühlenbruch GmbH.
Ab dem Sommersemester 2022 wurden Dieter Sawatzki Lehraufträge an der Folkwang Universität der Künste erteilt.

## Auszeichnungen
Für seine Arbeit im Bereich Design, Kunst und Marketing wurden Dieter Sawatzki mehrere Preise verliehen.
- Red Dot Design Award, 2007[13]
- Appy Award (3 x)
- Jahrbuch der Werbung
- GWA Effie Award

### Nominierung
- Designpreis der Bundesrepublik Deutschland (Nominierung), 2009[14]

## Buchveröffentlichungen
- Die schönsten Cafés im Ruhrgebiet, Essen 1985
- Im Café. Vom Wiener Charme zum Münchner Neon, Harenberg Verlag Dortmund, 1987
- Les Grands Magasins, Harenberg Verlag Dortmund, 1989
- Berühmte Frauen, Rowohlt Verlag Hamburg, 1992
- Werbung gegen Müll, VKU Hamburg, 1993
- Essen für Kinder, Klartext Verlag Essen, 2019
- mit René Zey (Autor): Cafés in Nordrhein-Westfalen: Von 1700 bis heute, Aschendorff Verlag Münster, 2022